# Skandal um Eva
Skandal um Eva ist ein deutscher Spielfilm aus dem Jahr 1930. Es ist der erste Tonfilm mit dem deutschen Stummfilmstar Henny Porten. Er basiert auf dem Bühnenschwank Skandal um Olly von Heinrich Ilgenstein.

## Handlung
Eva Rüttgers ist eine junge Lehrerin in einer deutschen Provinzstadt. Sie verlobt sich mit dem Pädagogen Dr. Kurt Hiller. Sie erfährt durch Zufall von einem vierjährigen unehelichen Sohn Hillers. Heimlich fährt sie zu den Pflegeeltern des kleinen Gustav und kehrt mit ihm zurück in die Stadt. Was eigentlich als Überraschung für ihren Verlobten geplant war, entwickelt sich zu einem Sittenskandal. Hiller erkennt seinen eigenen Sohn nicht und hält ihn wie auch der Rest der Stadt für den unehelichen Sohn Evas, die diesen Sohn vorsätzlich verheimlicht hat und ihn nun mit in die Ehe bringen will. Eva soll schließlich aus ihrer Stelle als Lehrerin gekündigt werden. Dies ruft die Schüler auf den Plan. Sie wollen sich nicht von der populären Lehrerin trennen lassen und führen mit ihren Protesten zur Aufklärung des Missverständnisses.

## Kritiken
„Eine unterhaltsame Komödie; das Debüt von Henny Porten in einem Tonfilm, das sie mühelos und eindrucksvoll meistert.“